# Dasyhelea excellentis
Dasyhelea excellentis är en tvåvingeart som beskrevs av Art Borkent 1997. Dasyhelea excellentis ingår i släktet Dasyhelea och familjen svidknott. Inga underarter finns listade i Catalogue of Life.